# Gunggamarandu
Gunggamarandu – rodzaj wymarłego krokodyla z podrodziny Tomistominae żyjącego w okresie pliocenu lub plejstocenu (2-5 mln lat temu), największy dotychczas odkryty rodzaj krokodyla na terenie Australii, osiągający do ok. 7 m długości.
Pierwszy rodzaj z tej podrodziny występujący na terenie Australii; znany z niekompletnej czaszki o unikatowych cechach, która pozycjonuje go jako blisko spokrewniony z europejskim eoceńskim Dollosuchoidesem.
Gatunek typowy: Gunggamarandu maunala, jego nazwa rodzajowa oznacza szef rzeki, a gatunkowa dziury w głowie, co nawiązuje do otworów na szczycie czaszki. Nazwa bazuje na słownictwie Pierwszych Narodów Australii Barunggam i Wakka Wakka zamieszkujących tereny Darling Downs w południowo-wschodnim Queensland, gdzie dokonano znalezienia szczątków.
Opisany w 2021 r. na podstawie znalezisk ze zbiorów Queensland Museum z ok. 1875 r. odkrytych w Queensland.